# Carlo Rossi (architekt)
Carlo di Giovanni Rossi (rusky: Карл Иванович Росси; 29. prosince [správně 18. prosince] 1775 – 18. dubna [správně 6. dubna] 1849) byl italský architekt, který působil v carském Rusku. Byl autorem mnoha klasicistních staveb a architektonických souborů v Petrohradě a jeho okolí.

## Život
Narodil se 18. prosince 1775 v Neapoli. Jeho nevlastním otcem byl slavný baletní umělec Charles le Picq. Do Ruska se dostal v dětství, když byla jeho matka, známá baletka, pozvána na vystoupení do Ruska. Od mládí byl spjat se světem umění. Vyučil se v ateliéru architekta Vincenza Brenny. V roce 1795 vstoupil do služeb admiralitní rady architektury jako asistent Brenny, s nímž se, jak se předpokládá, podílel na stavbě Svatomichalského zámku v Petrohradě. V letech 1802 až 1803 studoval v Itálii. V roce 1806 získal titul architekta. O dva roky později byl vyslán na archeologickou expedici do Kremlu v Moskvě, kde postavil klášterní kostel Nanebevstoupení svaté Kateřiny a divadlo na Arbatském náměstí, které shořelo při Napoleonově vpádu do Ruska. Byl odměněn Řádem svatého Vladimíra IV. stupně. V roce 1814 získal hodnost kolegiálního rady. Ve 20. letech 19. století se vrátil do Petrohradu, kde byl jmenován členem výboru pro stavby a vodní díla.
Dne 6. dubna 1849 zemřel v Petrohradě na choleru. Svá poslední léta strávil v naprostém zapomnění a chudobě. Na jeho dětech zůstaly povinnosti spojené s jeho pohřbem a dluhy, s nimiž žádaly cara o pomoc. Car poskytl malou částku na pohřeb a nechal ho pohřbít na Volkovském luteránském hřbitově. V sovětském období byl znovu pohřben na Lazarevském hřbitově Alexandrovského kláštera.

## Dílo
Jeho stavby jsou charakteristické pro empírový styl, který spojuje vznešenost s ušlechtilou jednoduchostí.

### Stavby
- Michajlovský palác a přilehlé budovy
- Alexandrinské divadlo a přilehlé budovy
- Budovy na Rossi Street
- Budova generálního štábu
- Budovy Senátu a Synodu
- Pavilon na zámku Sobieského v Oławě
- Pavilon „Coffee House“ v letní zahradě
- Rossiho pavilon a Rossiho most v Michajlovské zahradě
- Pavilony v zahradě Aničkovského paláce
- Chrám Nanebevstoupení svaté Kateřiny a Nikolská věž v Kremlu
- Vojenská galerie Zimního paláce
- Jelaginův palác
- Průčelí Ruské národní knihovny na Alexandrinském náměstí.
- Katedrála svatého Petra a Pavla, Tallinn